# Porte de Champerret
La porte de Champerret est une porte de Paris du  17e arrondissement de Paris.

## Situation et accès

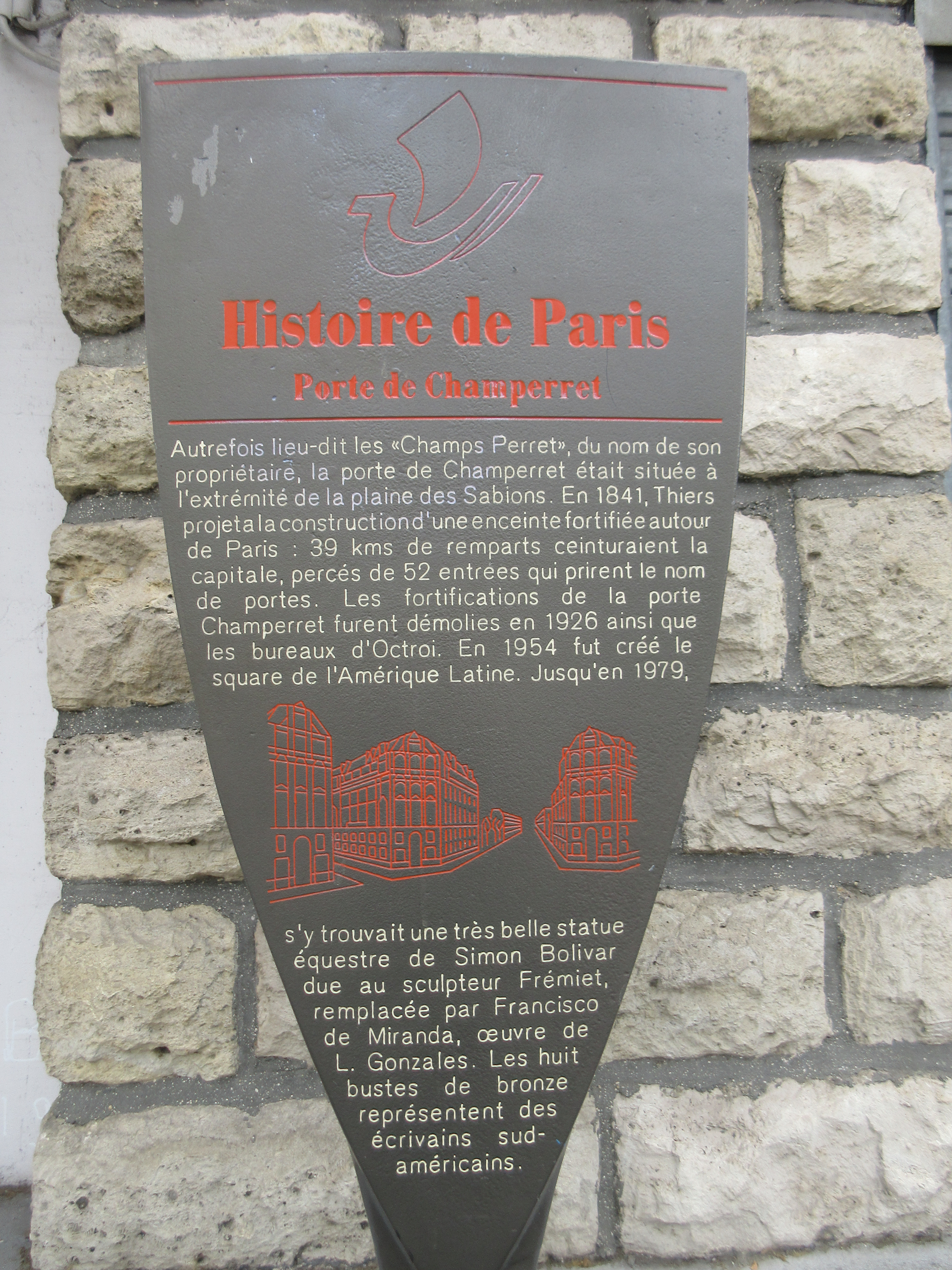
Panneau Histoire de Paris
« Porte de Champerret ».

La porte de Champerret est située au croisement du boulevard Berthier, du boulevard Gouvion-Saint-Cyr, de l'avenue Stéphane-Mallarmé et de l'avenue de Villiers prolongée par l'avenue de la Porte-de-Champerret. Sa place centrale est nommée « place Stuart-Merrill ». Elle dessert les communes de Levallois-Perret et Neuilly-sur-Seine.
La porte de Champerret donne accès aux voies du périphérique. La porte de Champerret était le départ de l'ancienne RN 308 (actuellement RD 908).
C'est le terminus des lignes de bus RATP 92, 93, 163, 164 et 165. 
Elle est desservie par la ligne de tramway T3b, prolongée de la porte d'Asnières à la porte Dauphine à partir du 5 avril 2024,.

## Historique

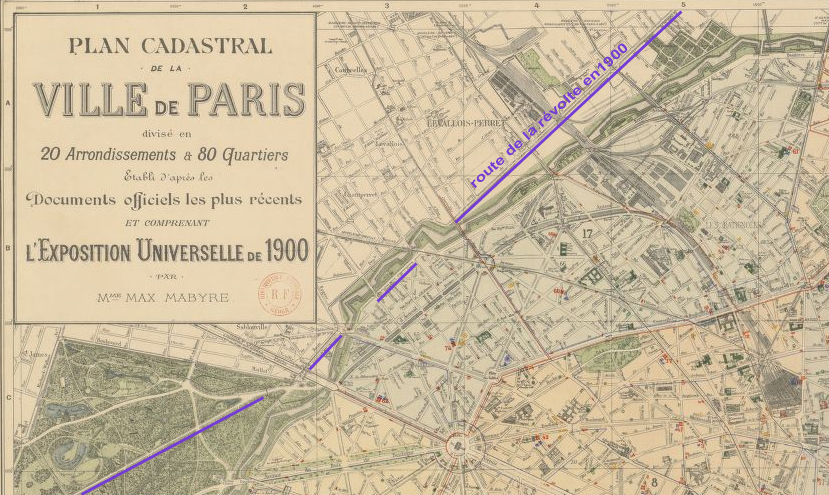
La route de la Révolte et les fortifs de Thiers.

- La porte est située sur la route de la Révolte, tracée au XVIIIe siècle. La porte tire son nom d'un lieu-dit de Neuilly-sur-Seine (sur la commune de Levallois-Perret depuis 1867), loti à partir de 1822.

- Le 24 avril 1914, les souverains britanniques, le roi George V et la reine Mary, se rendent à Levallois visiter l’hôpital anglais, attirant une foule considérable de curieux sur leur passage, porte de Champerret - décorée pour l’occasion de drapeaux aux couleurs françaises et anglaises -, avenue de Villiers et tout au long du boulevard Bineau[3].

## Équipement
La caserne Champerret des sapeurs-pompiers de Paris et le square Jérôme-Bellat sont situés à proximité, ainsi que le square de l'Amérique-Latine et le square du Caporal-Peugeot.